# Leonard Orban
Leonard Orban (Brașov, 28 giugno 1961) è un economista e politico romeno.

## Biografia
È fratello di Ludovic Orban, anch'egli politico.
Già Vice-ministro per l'Integrazione Europea e a capo dei negoziati che hanno portato la Romania all'ingresso nell'Unione europea, incarico suggellato essendo uno dei firmatari del Trattato di adesione.
È stato commissario europeo per le politiche linguistiche ed il multilinguismo dal 1º gennaio 2007 fino al 9 febbraio 2010.
Nel guidare la politica linguistica dell'UE, Orban si concentra sulla promozione dell'apprendimento delle lingue attraverso programmi comunitari come il Programma per l'apprendimento permanente 2007-2013. Il suo ruolo comprende inoltre il controllo dell'effettivo funzionamento dei servizi di interpretariato, traduzione e pubblicazione nelle 23 lingue ufficiali dell'Unione. La Commissione linguistica ha a disposizione uno staff di 3.400 persone, quasi il 15% della forza lavoro impiegata a Bruxelles, con uno stanziamento che rappresenta l'1% dell'intero budget dell'UE.
Sebbene non iscritto ad alcun partito politico, Orban è un liberale. È favorevole a una maggiore integrazione della Romania in Europa e al rilancio del Trattato che adotta una Costituzione per l’Europa senza modifiche al testo originale.